# 横田眞一
横田 眞一（よこた しんいち）は、日本の機械工学者。東京工業大学名誉教授。元日本フルードパワーシステム学会会長。

## 人物・経歴
1973年東京工業大学工学部機械物理工学科卒業。1975年東京工業大学大学院理工学研究科機械物理工学専攻修士課程修了。1982年東京工業大学工学博士。東京工業大学助手、東京工業大学助教授を経て、1995年東京工業大学精密工学研究所教授。2000年日本機械学会機素潤滑設計部門長。2010年日本フルードパワーシステム学会会長。2015年東京工業大学名誉教授。

## 受賞歴
- 計測自動制御学会論文賞 1981[1]
- 日本油空圧学会学術論文賞 1989[1]
- 日本油空圧学会技術開発賞 1995[1]
- 油空圧振興財団学術論文顕彰 1996[1]
- 日本油空圧学会学術論文賞 1999[1]
- 日本機械学会ロボティクス・メカトロニクス部門一般表彰（ROBOMEC表彰） 2001[1]
- Best Paper Award (Manufacturing Systems) in 7th International conference on Mechatronics Technology (ICMT03) 2003[1]
- 日本機械学会機素潤滑設計部門部門賞（功績賞） 2003[1]
- 日本機械学会フェロー 2003[1]
- 油空圧機器技術振興財団論文顕彰 2005[1]
- 英国機械学会 the Donald Julius Groen Prize 2006[1]
- 英国機械学会 Joseph Baramah Medal 2013[1]
- 日本機械学会論文賞 2013[1]
- 日本フルードパワーシステム学会フェロー 2013[1]
- 日本フルードパワーシステム学会名誉員 2016[3]